# Ундіна (фільм)
«Ундіна» (англ.  Ondine) — фільм Ніла Джордана, створений у жанрах драма і фентезі. Сюжет фільму включає в себе елементи реальності та ірландської міфології.

## Сюжет
Рибалці Сіракузу, якого знайомі називають Циркачем, під час одного з виходів у море до сітки потрапляє дівчина, яка говорить, що нічого не пам'ятає, навіть свого імені. Сіракуз дає їй ім'я — Ундіна. Ця жінка є русалкою, а її мета — народити від якогось чоловіка дитину, тому що тільки так вона зможе отримати безсмертну душу. Сіракуз поселив її в своєму будинку. Ундіною зацікавилася його донька Енні, у якої проблеми з нирками, через що їй доводиться пересуватися в інвалідному візку. Вона починає вірити в те, що ця дівчина справді русалка. Незабаром про це починає здогадуватися і сам Сіракуз.

## В ролях
- Колін Фаррелл — Сіракуз
- Аліція Бахледа — Ундіна
- Елісон Баррі — Енні
- Стівен Рі — священик
- Дервла Кірван — Мора
- Тоні Карран — Алекс

## Створення фільму і прем'єри
Знімання почали 18 липня 2008 року на півострові Беари в Ірландії і закінчили 6 серпня того ж року.
Європейська прем'єра «Ундіни» відбулася в рамках Міжнародного кінофестивалю в Дубліні 18 лютого 2010 року. У прокат у США фільм випустила компанія Magnolia Pictures 4 червня 2010 року. Від Американської асоціації кінокомпаній стрічка отримала прокатний рейтинг PG-13.